# Národní památník Benjamina Franklina
Národní památník Benjamina Franklina se nachází v rotundě vědeckého muzea Franklinova institutu ve Filadelfii v Pensylvánii. Je to sedící socha Benjamina Franklina, amerického spisovatele, vynálezce a státníka. Sochu vysokou šest metrů vytesal James Earl Fraser mezi lety 1906 a 1911. Památník je středem Pamětní síně Franklinova institutu. Budovu Institutu navrhl John Windrim podle římského Panteonu. Socha a pamětní síň jsou národním památníkem Benjamina Franklina od roku 1972. Je to nejvýznamnější americký památník, který B. Franklina připomíná.

## Dějiny
Kongres dedikoval památník 25. října 1972. Na rozdíl od většiny národních památníků socha nebyla zanesena do Národního registru historických míst. Památník je přidruženou oblastí National Park Service. Na základě dohody s Independence National Historical Park institut Franklinův památník vlastní a udržuje a National Park Service zahrnuje informace o památníku ve svých oficiálních publikacích.
V roce 2008 prošel památník rekonstrukcí v hodnotě 3,8 milionu dolarů,

## V populární kultuře
Památník se objevuje ve filmu Lovci pokladů. 